# Помосский идол

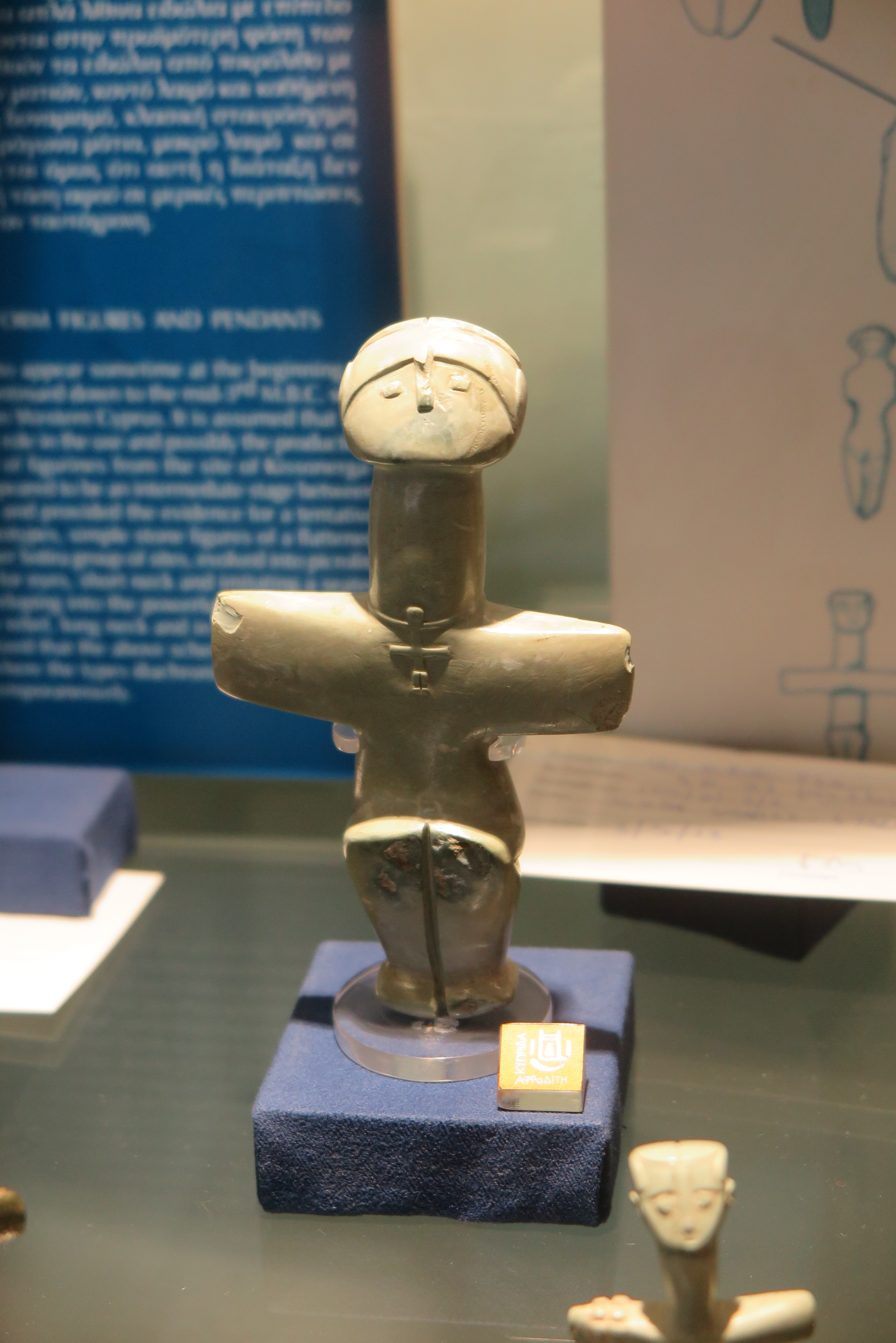
Помосский идол

Помосский идол (греч. Ειδώλιο από τον Πωμό) — древняя скульптура из кипрской деревни Помос. Её история восходит к периоду энеолита (XXX век до н. э.). В настоящее время она выставлена в Археологическом музее Кипра в Никосии. 
Скульптура изображает женщину с разведёнными в разные стороны руками. Скорее всего она представляет собой символ плодородия (фертильности). На Кипре в своё время было найдено много подобных ей скульптур, в том числе и меньших размером, которые носили на шее в качестве амулета.
После перехода Кипра на евро в 2008 году, помосского идола выбрали в качестве изображения на монетах достоинством в 1 и 2 евро.